# .uy
.uy – domena internetowa przypisana od roku 1990 do Urugwaju i administrowana przez Servicio Central de Informatica na Uniwersytecie Republiki.

## Domeny drugiego pozomu
- com.uy : dla spółek handlowych
- edu.uy : dla lokalnych podmiotów edukacyjnych.
- gub.uy : dla lokalnych jednostek rządowych.
- net.uy : dla lokalnych dostawców usług internetowych.
- mil.uy : dla lokalnego wojska.
- org.uy : dla organizacji non-profit.